# Blepisanis insignis
Blepisanis insignis là một loài bọ cánh cứng trong họ Cerambycidae.